# 路盘乡
路盘乡，是中华人民共和国甘肃省临夏回族自治州临夏县下辖的一个乡镇级行政单位。

## 行政区划
路盘乡下辖以下地区：
联丰村、刘家山村、大杨家村、永胜村和牟家村。